# Pont de Khabarovsk
Le pont de Khabarovsk (en russe : Хабаровский мост) ou Miracle de l'Amour (en russe : Амурское чудо) est un pont en treillis franchissant l'Amour entre la ville de Khabarovsk et la commune urbaine d'Imeni Telmana. Il est le quatrième plus long pont de Russie. Le pont a succédé à l'ancien pont du même nom construit de 1913 à 1916.
Le pont fait partie du chemin de fer transsibérien ainsi que de la route fédérale R297 allant de Tchita à Khabarovsk.

## Histoire

### Prémices
Les premières études du projet d'un pont franchissant l'Amour se firent à la fin du XIXe siècle lors de la construction du transsibérien. En 1891, le tsar Alexandre III déclarera : « J’ordonne que l’on procède dès à présent à la construction d’une voie de chemin de fer ininterrompue à travers toute la Sibérie, dans l’objectif de relier les abondants dons de la nature des régions sibériennes au réseau des communications ferroviaires internes... Je vous charge (tsarévitch Nicolas) du lancement du chantier à Vladivostok... de la Grande Route du rail de Sibérie. » Mais afin de réduire les coûts, une ligne de chemin de fer de la Transbaïkalie à Vladivostok fut construite, et mise en service en 1903, en évitant alors Khabarovsk.

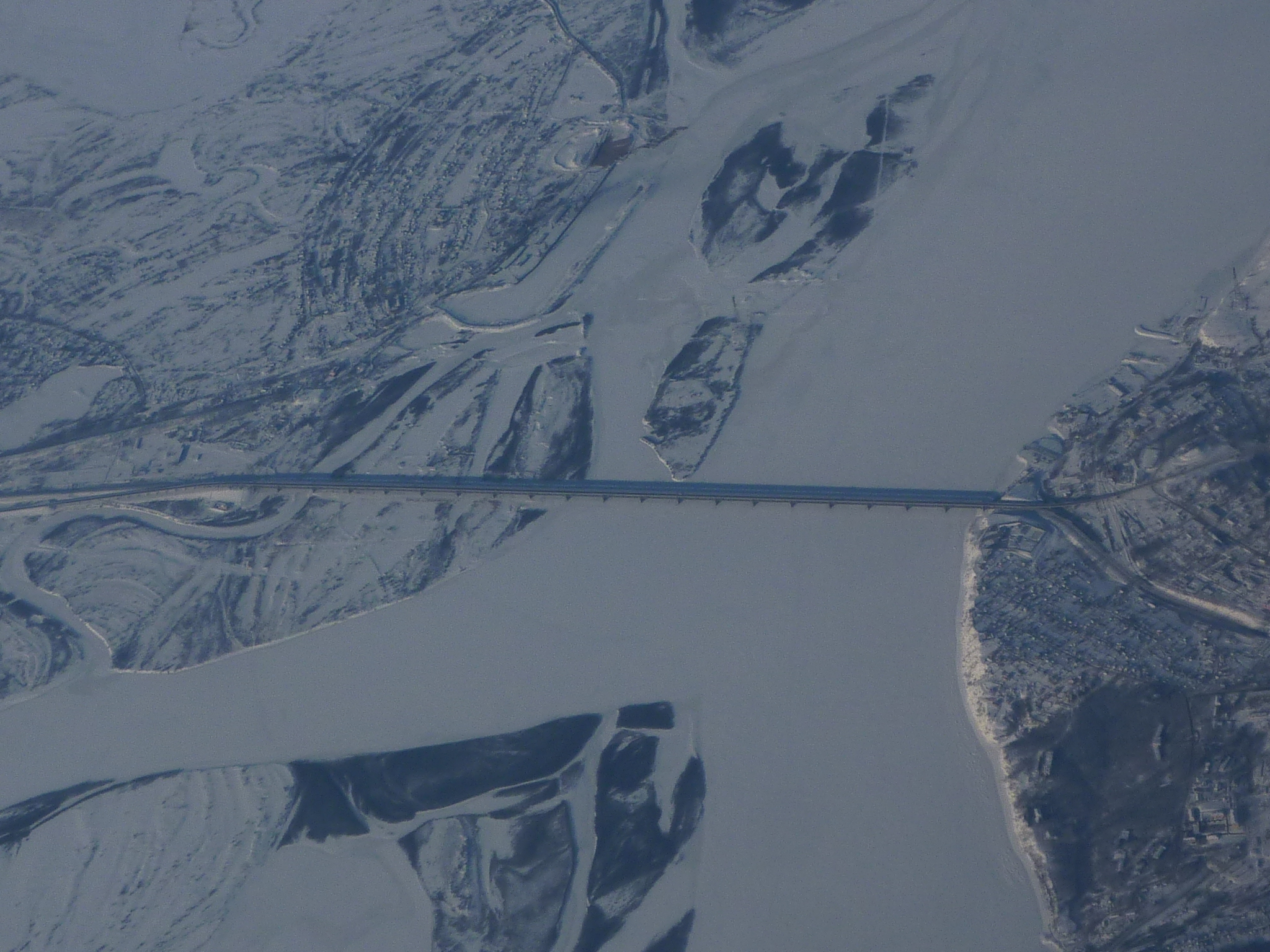
Vue aérienne du nouveau pont en hiver, (là où était aussi l'ancien pont), traversant l'Amour.

En 1900, le projet du professeur Lavr Dmitrievitch Proskouriakov, un des deux concepteurs du pont, reçut une médaille d'or à l'Exposition universelle de 1900 pour le projet du pont[réf. souhaitée].
En 1905, à la suite de la guerre russo-japonaise, et à la défaite face aux Japonais, le tronçon ferroviaire passant en Chine est perdu, obligeant alors la construction de toute la ligne en Russie. La décision est alors prise de construire une section de 2115 km passant par Khabarovsk. La ligne est construite de 1907 jusqu'en 1916. Néanmoins, alors qu'en 1914 la ligne avait quasiment été totalement construite, il ne manquait plus que la section traversant l'Amour. À ce moment-là, les trains devaient traverser le fleuve par des bacs en été et par des chevaux qui les tiraient sur la glace en hiver. 
En 1906, un concours a lieu sur la construction de l'ouvrage. Plusieurs options sont proposées pour traverser le fleuve, dont un pont un peu plus loin de la ville ou bien un tunnel sous l'Amour.
Le projet devait en effet répondre aux contraintes du terrain, c'est-à-dire aux crues par lesquelles le fleuve peut s'élargir jusqu'à 3 kilomètres, aux courants rapides ainsi qu'à la dérives de morceaux de glaces. Le seul projet de pont franchissant l'Amour au niveau de Khabarovsk était celui de deux ingénieurs russes, Grigori Petrovitch Perederiy et Lavr Dmitrievitch Proskouriakov - ce dernier déjà à l'origine de nombreux ponts, pendant ses 40 ans de carrière, dont 28 ponts pour le transsibérien.

### Construction

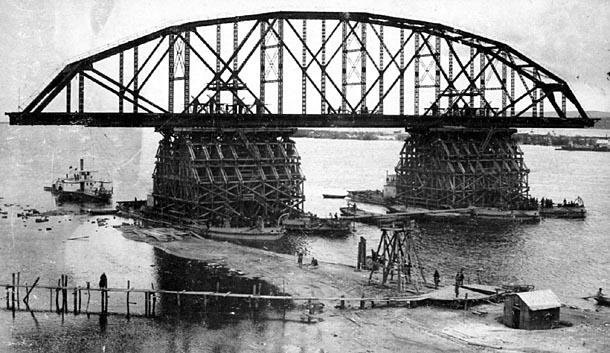
Une travée durant la construction du pont

La pose solennelle de la première pierre eut lieu le 12 août 1913, en présence du gouverneur général de la région : Nikolaï Lvovitch Gondatti. Le plan est alors de construire le pont en 26 mois. Pendant toute la durée du chantier, environ 5000 personnes furent employés pour construire l'ouvrage : des civils, des prisonniers (dont de guerre) et d'autres sous contrat.
La construction a été supervisée par Boris Ivanovitch Khlebnikov, un ingénieur ferroviaire.
Les travées du pont furent fabriquées à Varsovie, avant d'être démontées, transportées jusqu'à Odessa où elles ont été embarquées par bateau jusqu'à Vladivostok. Elles sont alors mises sur des trains, et transportées jusqu'à Khabarovsk,.
Cependant, la Première Guerre mondiale empêche l'ouvrage d'être fini avant octobre 1915, date initialement prévue. En automne 1914, le paquebot Korteik, transportant les deux dernières travées, fut coulé par un croiseur allemand dans l'océan Indien. Les deux travées durent alors être reconstruites, ainsi que retransportées jusqu'à Khabarovsk,.
Le 18 octobre 1916, soit avec un an de retard sur la date prévue, la fin de la construction du pont compléta la construction du chemin de fer transsibérien,. Le pont est alors devenu le pont le plus long de l'Ancien Monde, avec une longueur de 2 600 mètres[réf. souhaitée]. Il est inauguré le 5 novembre suivant, jour de l'anniversaire du Tsar. Il se nomme alors le pont Alexandrovitch Nikolaï Romanov, nom du tsar Nicolas II. Le pont aura coûté en tout 13,5 millions de roubles au Trésor royal, soit environ 1 milliard de roubles actuellement.

### Époque soviétique et première reconstruction partielle
Le 20 avril 1920, pendant la guerre civile russe deux travées (les numéro 12 et numéro 13) du pont sont détruites par des partisans rouges pour entraver les lignes logistiques des forces blanches. L'ordre de l'explosion du pont fut donné par Demyan Boyko-Pavlov, un ancien forgeron qui travaillait à l'arsenal, et qui fut un des meilleurs riveteurs lors de la construction. Les 5 années qui suivirent, les trains durent emprunter des barges l'été et l'hiver des rails étaient posés sur la glace pour qu'ils circulent.
En janvier 1921, le gouvernement de la République d'Extrême-Orient essaya de restaurer le pont, avec un budget de 400 000 roubles d'or. Les travaux consistaient à utiliser les travées 14 et 15, qui étaient au-dessus de la terre ferme, et non du fleuve, et de les mettre à la place de celles détruites, ainsi que d'utiliser des travées en bois, qui devaient être temporaires, à la place des numéros 14 et 15. Les travaux durèrent deux mois, mais ne purent jamais être achevés en raison de problèmes financiers.
Les deux travées manquantes furent construites après la fin de la guerre civile et l’établissement du pouvoir soviétique. À la fin de mars 1924, une travée a été assemblée (elle devait être utilisée pour un autre pont sur la Veltouga dans la région de Nijni Novgorord), elle fut finalement utilisée pour la reconstruction du pont de Khabarovsk. L'autre travée fut assemblée à  Vladivostok, à Dalvadoz (un centre de réparation navale) à partir des structures endommagées qui étaient tombées dans l'eau en mars 1925.
Des réparations mineures furent menées dans une usine de Khabarovsk nommée l' "Arsenal", avant que les travées manquantes ne soient installées. La circulation fut rouverte le 23 mars 1925,.
Le pont connut des réparations périodiques jusqu'aux années 1980. Il était jusque-là considéré comme impeccable.

### Reconstruction

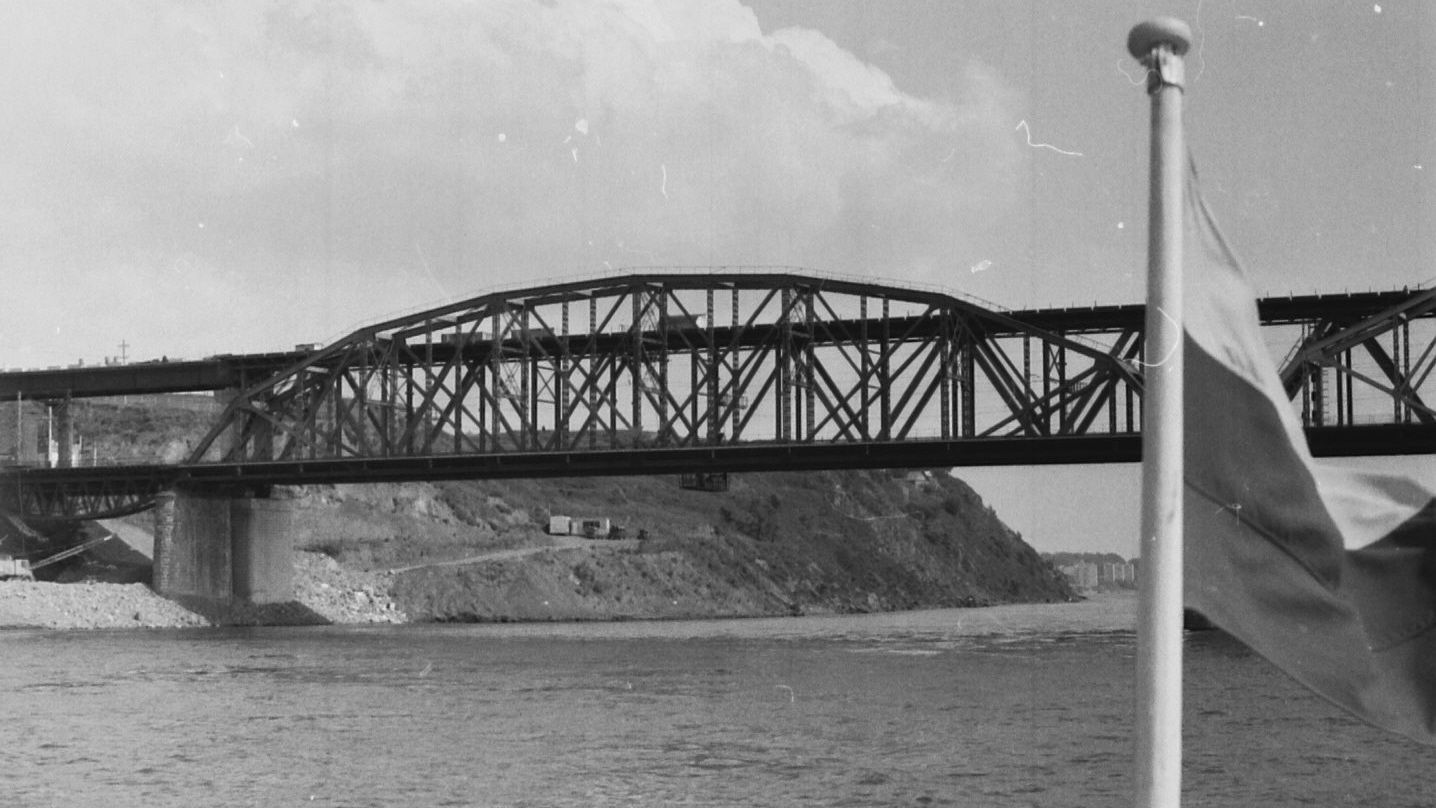
Le pont en Juin 1998, les anciennes travées n'ont pas encore été démantelées et cohabitent avec le nouveau pont juste derrière.

Au début des années 1980, le pont devient de plus en plus vétuste, et les trains passant sur le pont sont limités à 40 km/h. Il est alors décidé, après de longs débats et une importante et longue préparation, de reconstruire le pont.
L'objectif du projet de reconstruction du pont est alors qu'il devienne un pont mixte, avec deux voies de chemin de fer à l'étage inférieur et une route à deux voies en double sens pour les véhicules à l'étage supérieur.
En 1987, la reconstruction du pont est décidée. L'étude de faisabilité du projet est faite puis approuvée en novembre 1990. Elle est réalisée par trois ingénieurs I.A. Lyapustin ; G.N. Stepanov et A.V. Baturin.Les travaux ne commencèrent que cinq ans plus tard, faute d'obtenir les financements nécessaires dans le contexte de l'effondrement de l'Union Soviétique.
De 1991 à 1999, la première étape de la reconstruction du pont est faite, juste à côté de l'ancien pont. Pendant la première étape de reconstruction du pont, en 1996, Boris Eltsine, alors en campagne pour l'élection présidentielle russe de 1996, vint visiter le chantier. Pendant toute la durée du chantier, les trains empruntèrent un tunnel sous-marin, à voie unique, qui avait été construit dans les années 1940.En 1998, la section pour les trains est ouverte, et l'année suivante, le nouveau pont est entièrement mis en service.
En décembre 2005, les travaux de la deuxième étape commencent, et se finissent en 2009 avec l'ouverture de la nouvelle voie ferrée,. Le transsibérien devient alors le 7 novembre 2009 entièrement à double voie sur toute sa longueur.

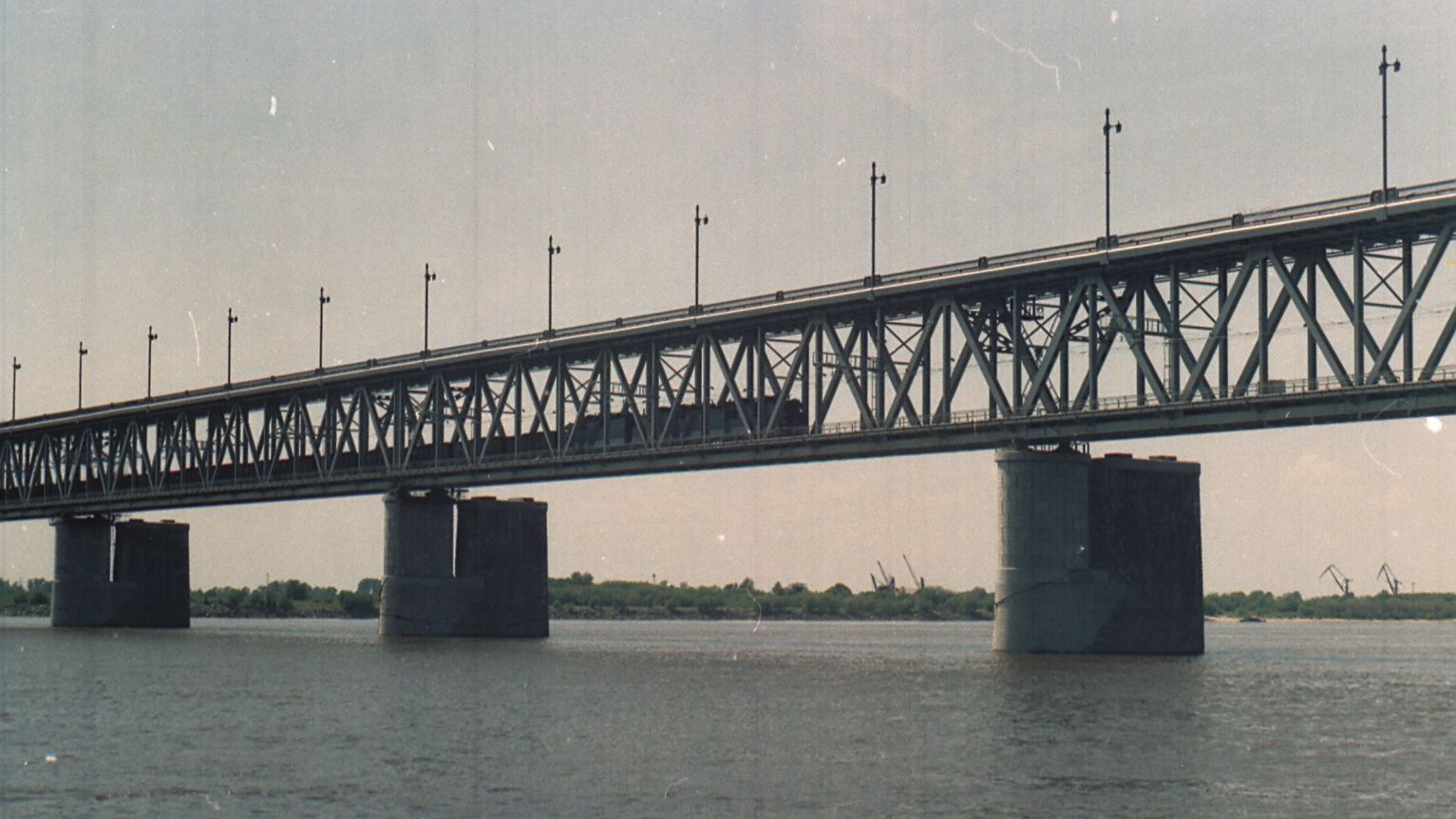
Pont après que les anciennes travées aient été démantelées, en juin 2002.

Pendant la durée des travaux, le trafic ne fut donc jamais interrompu.

## Musée
En octobre 2010, un musée a été ouvert où il y a des wagons, de vieillies locomotives à vapeur ainsi que des citernes. Il y a aussi un morceau du pont (une travée) de 127 mètres, du pont originel, démantelé lors de la reconstruction.

## Postérité

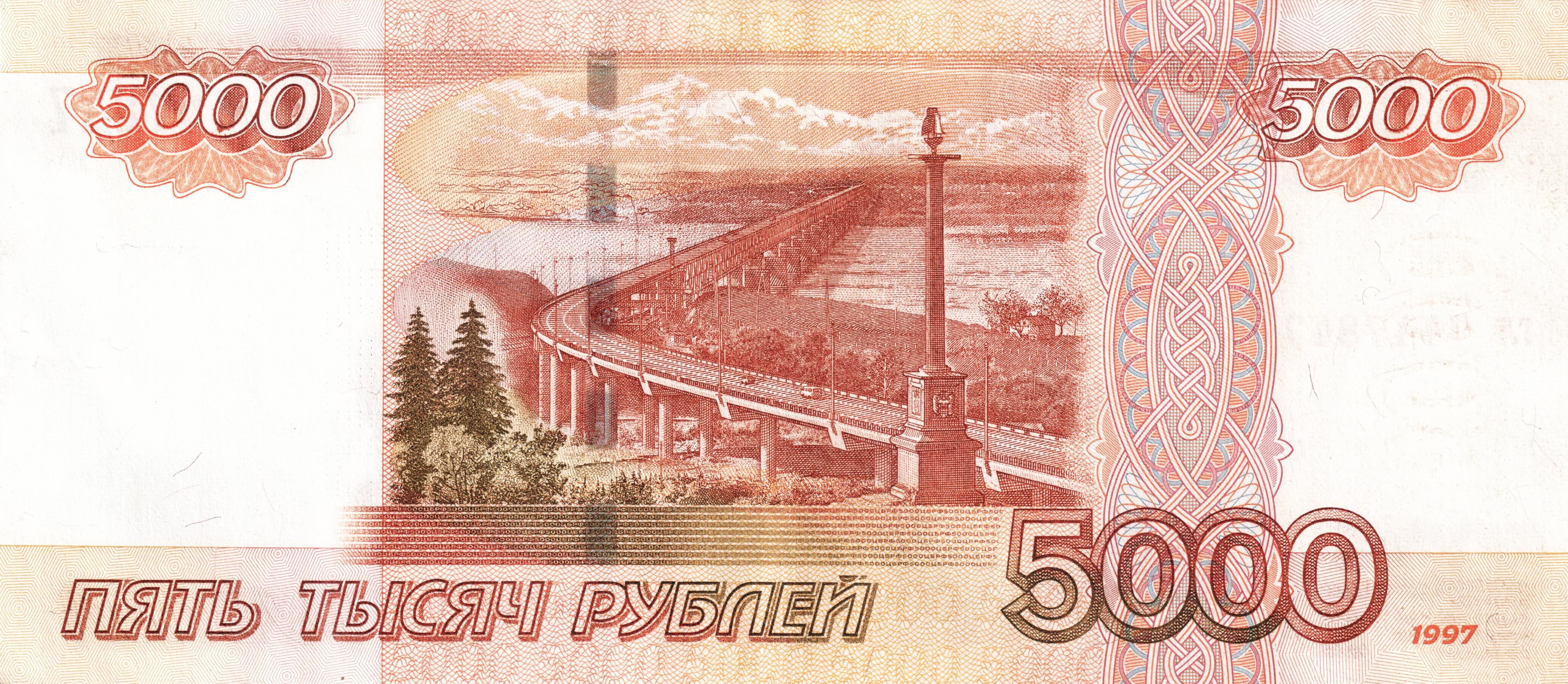

Le pont figure sur le verso des billets de 5000 roubles.